# Marianne Zoff

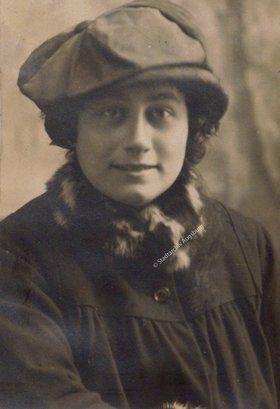
Marianne Zoff

Marianne Josephine Zoff (Hainfeld, 30 juni 1893 - Wenen, 22 november 1984) was een Oostenrijks actrice en operazangeres.
Zoff was van 1922 tot 1928 getrouwd met Bertolt Brecht, met wie zij in 1923 een dochter Hanne Marianne kreeg. Vervolgens trouwde zij in 1928 met acteur Theo Lingen. Dochter Hanne groeide bij Zoff en Lingen op, en zou later onder de artiestennaam Hanne Hiob zelf succes hebben als actrice.
Zoff liep voor en tijdens de Tweede Wereldoorlog een groot risico, omdat zij volgens de toen geldende rassenwetten als halfjoods werd gezien. Theo Lingens populariteit als komisch acteur, waarin hij in Joseph Goebbels een fan vond, bracht haar en haar dochter bescherming tegen de nationaalsocialisten.
Met Theo Lingen kreeg Zoff nog een dochter, Ursula Lingen. Ook zij is werkzaam als actrice.